# Lawrie Sanchez
Lawrence "Lawrie" Philip Sanchez (Lambeth, 22 de outubro de 1959) é um ex-futebolista e treinador de futebol norte-irlandês que jogava como meio-campista.

## Carreira
Em sua carreira como jogador, que durou 17 anos, Sanchez começou a jogar nas categorias de base de Southampton e Thatcham Town, profissionalizando-se em 1978, no Reading.
Nos Royals, o meia conseguiu se destacar nas 6 temporadas em que defendeu o time: em 261 jogos, marcou 28 gols. O auge da carreira foi no extinto Wimbledon, clube que defendeu por uma década. Neste período, marcou 33 gols em 270 partidas. Sanchez foi também protagonista de uma das maiores surpresas do futebol, ao marcar o gol da vitória do Wimbledon sobre o tradicional Liverpool na decisão da Copa da Inglaterra de 1987–88. Os Reds tiveram a chance de empatar o jogo num pênalti, desperdiçado por John Aldridge.
Depois que saiu do Wimbledon, Sanchez jogou apenas 8 partidas pelo Swindon Town ao final da temporada 1993–94 antes de ir para a República da Irlanda, exercendo as funções de jogador e técnico do Sligo Rovers, onde se aposentaria em 1995.

## Treinador
Além da passagem como jogador-treinador do Sligo Rovers, Sanchez foi auxiliar-técnico no Wimbledon entre 1995 e 1999, comandando ainda o Wycombe Wanderers e a Seleção da Irlanda do Norte, entre 2004 e 2007.. Em 3 anos, levou os norte-irlandeses a uma surpreendente vitória sobre a Inglaterra por 1 a 0, um empate contra Portugal, e vitórias sobre Suécia e Espanha. Tais resultados, no entanto, não foram suficientes para a Irlanda do Norte se classificar para a Copa de 2006, mas o treinador foi responsável por levar a seleção ao 27º lugar no ranking da FIFA, num salto de 97 posições.
Ao final da temporada 2006–07, o Fulham apostou no ex-meio-campista para salvar os Cottagers do rebaixamento, substituindo Chris Coleman em paralelo com o trabalho na Seleção Norte-Irlandesa, deixando esta última em maio de 2007 para dedicar-se apenas ao Fulham. Efetivado para a edição seguinte da Premier League, deixando o clube em dezembro de 2007, ficando mais de três anos parado. Voltou a comandar equipes em 2011, ao ser anunciado como técnico do Barnet.
Em novembro de 2013, foi anunciado como novo técnico do Apollon Smyrnis, em sua primeira experiência fora do Reino Unido (como jogador ou treinador), deixando o cargo após a queda dos alviazuis à segunda divisão grega, ficando apenas a 2 pontos de evitar o rebaixamento. Desde então, não voltou a comandar nenhuma equipe.

## Seleção Norte-Irlandesa
Nascido na Inglaterra, Sanchez defendeu a Irlanda do Norte (sua mãe tinha origem norte-irlandesa). Antes, fora convidado para defender o Equador (onde o pai de Sanchez nasceu), mas declinou do convite devido à longa distância.
Entre 1986 e 1989, jogou apenas 3 partidas, não marcando nenhum gol.

## Títulos
Wimbledon
- Copa da Inglaterra: 1987–88

Reading
- Football League Fourth Division: 1978–79